# Bandera de Mataró
La bandera de Mataró és, conjuntament amb l'escut, el principal símbol de la ciutat de Mataró. El seu disseny es correspon amb el de la contrasenya naval de l'antiga província marítima de Mataró i té la descripció vexil·lològica següent: 
Bandera apaïsada de proporcions dos d'alt per tres de llarg, blau marí, amb una creu vermella plena centrada al mig, de braços d'amplada 1/5 de l'alt de la bandera.
Va ser adoptada pel ple de l'Ajuntament l'any 1985. Malgrat no haver estat oficialitzada per la Generalitat de Catalunya, hi ha testimonis del seu ús històric i actualment gaudeix de gran presència i popularitat a la població.

## Història

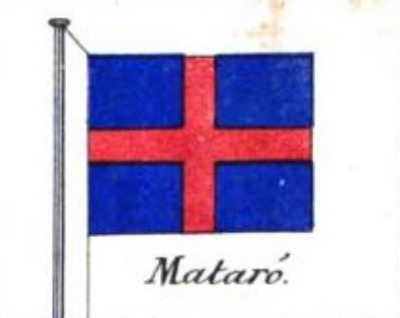
Bandera de la província marítima de Mataró segons una reproducció de 1864.

Els antecedents més antics d'una senyera mataronina es corresponen als estendards d'unitats de milícia del segle xvi i segle xvii, però no han quedat testimonis de com eren. Més tard, la Reial Ordre de 30 de juliol de 1845 emesa pel Ministeri de Marina atorgava una bandera de contrasenya a la província marítima de Mataró consistent en una creu vermella sobre fons blau, amb una amplada d'una cinquena part de la bandera. Tots els vaixells mercants que hi eren matriculats havien d'enarborar-la conjuntament amb el pavelló espanyol. Tanmateix, la província de Mataró fou eliminada l'any 1867 i integrada a la província marítima de Barcelona i la seva bandera caigué en desús.
L'any 1911 el Dr. Fèlix Castellà, prevere de la basílica de Santa Maria, va dissenyar amb motiu de la festivitat de Les Santes un estendard amb un compendi heràldic en què figuraven, disposats en quarters, els senyals de les patrones de la ciutat, l'antiga província marítima de Mataró, la creu de Sant Jordi i la bandera catalana, sobreposant en aquesta darrera l'àliga dels Àustries amb l'escut de Mataró. L'any 1955 l'estendard va ser refet i emplaçat en una estrada del saló de sessions de la Casa de la Ciutat, esdevenint una representació emblemàtica de la població.
L'any 1974 l'historiador mataroní Marià Ribas dissenyà sis propostes que foren presentades a l'Ajuntament, consistents en diverses combinatòries entre el senyal heràldic de «la mà i la mata» i la senyera catalana en diferents posicions. El 4 de març de 1975 el ple de l'Ajuntament va decidir adoptar el model més coincident amb l'escut municipal: una bandera partida, amb les quatre barres a la meitat esquerra i el senyal de Mataró a la meitat dreta.
Tanmateix, aquest disseny resultà poc atractiu i poc temps després, amb la recuperació de les institucions democràtiques, es tornà a discutir la necessitat de trobar una nova senyera municipal. Finalment, el ple de l'Ajuntament del 12 de setembre de 1985 decidí adoptar «per bandera de la ciutat de Mataró la històrica i tradicional bandera de l'antiga Província Marítima de Mataró».

## Presència i ús
Actualment la bandera local té presència a nombrosos espais públics de la ciutat i oneja en edificis institucionals com la Casa de la Ciutat i equipaments de tota mena, com ara el Port de Mataró o el centre comercial Mataró Parc. També està retolada als cotxes de la Policia Local.

La seva acceptació popular és àmplia i es torna especialment significativa durant festivitats i dates assenyalades, particularment durant la Festa Major de Les Santes (25-29 de juliol), en què l'Herald rep la bandera de mans de l'alcalde i és habitual veure-la a molts balcons i aparadors de la ciutat.

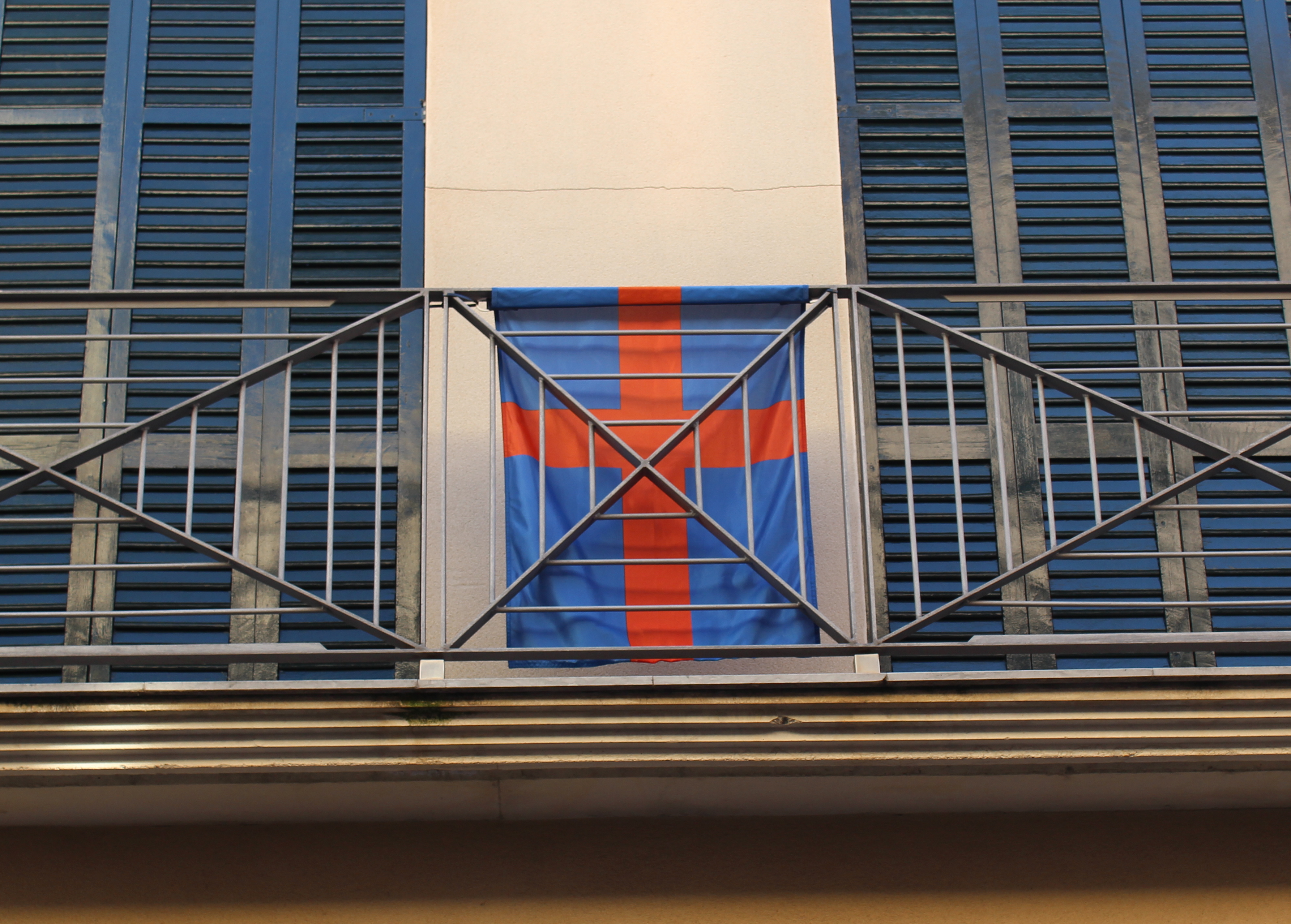
Bandera en un balcó
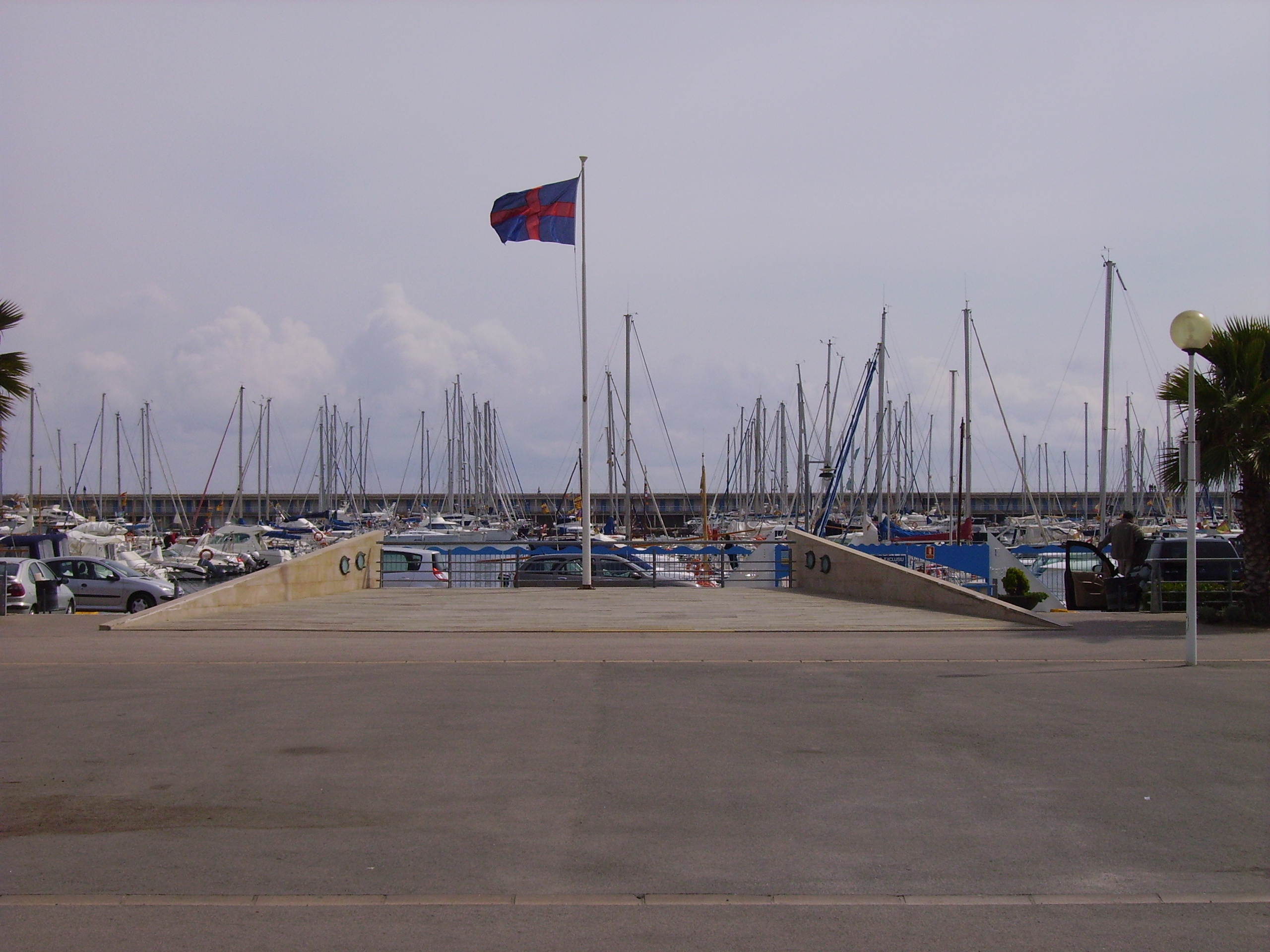
Bandera al Port de Mataró

## Curiositat
Un altre cas d'adopció de la contrasenya naval, per la seua popularitat, com a bandera local és la de la ciutat d'Alacant.